# ألان بورغس
ألان بورغس (بالإنجليزية: Alan Burgess)‏ (1 مايو 1920 في نيوزيلندا - 5 يناير 2021) هو لاعب كريكت نيوزلندي. لعب مع فريق كانتربري للكريكت ‏.

## وصلات خارجية
- ألان بورغس على موقع إي آس بي آن كريك إنفو (الإنجليزية)